# CODEN
CODEN（コーデン、Code Designated）は，米国材料試験協会（American Society for Testing Materials、ASTM）が、主に自然科学分野の定期刊行物を識別するために付与したコードである。1975年以降はCASによって登録・管理されている。文献の機械検索に用いられる。
CODENは、アルファベット5-6文字からなる。定期刊行物の場合、はじめの4文字は誌名の頭文字を、5文字目は識別文字をあらわす。6文字目はチェック用であるが、無いこともある。
例えばNatureのCODENはNATUAS、ScienceはSCIEAS、CellはCELLB5である。